# Sassafrás
Sassafrás (1967-1988) était un cheval de course pur-sang anglais, par Sheshoon et Ruta (par Ratification), vainqueur du Prix de l'Arc de Triomphe en 1970 aux dépens du grand Nijinsky. 

## Carrière de courses
Courant sous les couleurs d'Árpád Plesch, entraîné par François Mathet et monté le plus souvent par Yves Saint-Martin, Sassafrás était le champion de sa génération en France, grâce à son sacre dans le Prix du Jockey Club et sa victoire dans le Prix Royal-Oak, gage de sa tenue. Toutefois, il est peu question de lui lorsqu'il s'aligne au départ du Prix de l'Arc de Triomphe, tous les regards étant braqués sur le phénomène irlandais Nijinsky, invaincu, lauréat de la triple couronne britannique et grandissime favori. Pourtant, après une lutte acharnée tout au long de la ligne droite de Longchamp, c'est "la surprise du siècle" : Sassafrás inflige une première défaite à son adversaire, qu'il devance d'une encolure. On ne le reverra plus en piste, puisqu'il rejoint le haras dès la fin de l'année.

### Résumé de carrière
| Date        | Hippodrome       | Pays        | Course                      | Distance    | Jockey          | Place       | Écart       | Vainqueur ou deuxième |
| 1969, 2 ans | 1969, 2 ans      | 1969, 2 ans | 1969, 2 ans                 | 1969, 2 ans | 1969, 2 ans     | 1969, 2 ans | 1969, 2 ans | 1969, 2 ans           |
| ----------- | ---------------- | ----------- | --------------------------- | ----------- | --------------- | ----------- | ----------- | --------------------- |
| Août        | Vichy            | France      |                             | 1 400 m     | Y. Saint-Martin | 1er / 10    | 10          |                       |
| Septembre   | Longchamp        | France      | Prix des Chênes             | 1 600 m     | Y. Saint-Martin | 4e          |             | Experience            |
| Octobre     | Saint-Cloud      | France      | Prix Eclipse                | 1 300 m     | Y. Saint-Martin | 5e          |             | Belmont               |
| Novembre    | Bordeaux         | France      | Grand Critérium de Bordeaux | 1 500m      | M. Bouland      | 2e          | 1/2         | Beauty King           |
| 1970, 3 ans |                  |             |                             |             |                 |             |             |                       |
| Mars        | Saint-Cloud      | France      | Prix Lagrange               | 2 000 m     | Y. Saint-Martin | 2e / 10     |             | Magic Hope            |
| Avril       | Maisons-Laffitte | France      | Prix Androcles              | 1 700 m     | Y. Saint-Martin | 1er         |             |                       |
| Mai         | Longchamp        | France      | Prix La Force               | 2 000 m     | Y. Saint-Martin | 1er / 7     | 1 ½         |                       |
| Mai         | Longchamp        | France      | Prix Lupin                  | 2 100 m     | Y. Saint-Martin | 3e / 11     | 1 ¼         | Stintino              |
| 7 juin      | Chantilly        | France      | Prix du Jockey Club         | 2 400 m     | Y. Saint-Martin | 1er / 15    | 3/4         | Roll of Honor         |
| Septembre   | Longchamp        | France      | Prix Royal Oak              | 3 100 m     | Y. Saint-Martin | 1er / 8     |             | Hallez                |
| 4 octobre   | Longchamp        | France      | Prix de l'Arc de Triomphe   | 2 400 m     | Y. Saint-Martin | 1er / 15    | enc.        | Nijinsky              |

## Au haras
Pourvu d'origines atypiques, Sassafrás ne brilla pas comme étalon, même si on lui doit Henri Le Balafré (Prix Royal-Oak) et Baynoun, deuxième du St. Leger, qui réalisa une belle carrière d'étalon au Brésil. L'une de ses filles, Tree of Knowledge, engendra le champion et top étalon Theatrical. Sassafrás fut d'abord installé au grand haras irlandais Ballylinch Stud, puis exporté aux États-Unis. Il est mort en 1988, et repose au haras Pillar Stud à Lexington, Kentucky.  

## Origines
Sassafrás est le principal titre de gloire de son père Sheshoon au haras. Ce cheval de tenue, vainqueur de la Gold Cup et du Grand Prix de Saint-Cloud pour l'entraînement d'Alec Head et sous les couleurs du Prince Aly Khan, a engendré quelques chevaux de valeur : Samos, lauréat du Prix Royal Oak, Mon Fils, lauréat des 2000 Guinées, ou Vela et Oak Hill, qui inscrivirent toutes deux leur nom au palmarès du Critérium des Pouliches. Mais son influence au stud demeure limitée. 
Ruta, la mère de Sassafrás, a remporté l'une des trois courses qu'elle a disputées. Mais elle a gagné sa place au haras grâce à son frère, Roi Dagobert qui, entraîné par Étienne Pollet, se classa deuxième du Critérium de Maisons-Laffitte et du Grand Critérium en 1966, puis s'imposa au printemps suivant dans les Prix Lupin, Greffulhe et Noailles et, prit, deux ans plus tard, le premier accessit du Prix Ganay.

### Pedigree
| Origines de Sassafras (FR), mâle bai né en 1967 | Origines de Sassafras (FR), mâle bai né en 1967 | Origines de Sassafras (FR), mâle bai né en 1967 | Origines de Sassafras (FR), mâle bai né en 1967 |
| ----------------------------------------------- | ----------------------------------------------- | ----------------------------------------------- | ----------------------------------------------- |
| Père Sheshoon                                   | Precipitation                                   | Hurry On                                        | Marcovil                                        |
| Père Sheshoon                                   | Precipitation                                   | Hurry On                                        | Tout Suite                                      |
| Père Sheshoon                                   | Precipitation                                   | Double Life                                     | Bachelors Double                                |
| Père Sheshoon                                   | Precipitation                                   | Double Life                                     | Saint Joan                                      |
| Père Sheshoon                                   | Noorani                                         | Nearco                                          | Pharos                                          |
| Père Sheshoon                                   | Noorani                                         | Nearco                                          | Nogara                                          |
| Père Sheshoon                                   | Noorani                                         | Empire Glory                                    | Singapore                                       |
| Père Sheshoon                                   | Noorani                                         | Empire Glory                                    | Skyglory                                        |
| Mère Ruta                                       | Ratification                                    | Court Martial                                   | Fair Trial                                      |
| Mère Ruta                                       | Ratification                                    | Court Martial                                   | Instantaneous                                   |
| Mère Ruta                                       | Ratification                                    | Solesa                                          | Solario                                         |
| Mère Ruta                                       | Ratification                                    | Solesa                                          | Mesa                                            |
| Mère Ruta                                       | Dame d'Atour                                    | Cranach                                         | Coronach                                        |
| Mère Ruta                                       | Dame d'Atour                                    | Cranach                                         | Reine Isaure                                    |
| Mère Ruta                                       | Dame d'Atour                                    | Barley Corn                                     | Hypersion                                       |
| Mère Ruta                                       | Dame d'Atour                                    | Barley Corn                                     | Schiaparelli (famille 8-c)                      |